# Improved Military Rifle
Improved Military Rifle ou IMR, é a designação genérica (marca) dos propelentes tubulares de nitrocelulose para rifles militares que foram desenvolvidos desde a Primeira Guerra Mundial até a Segunda que mais tarde foram comercializados e vendidos a civis para uso na recarga manual de munições de rifles para caça e tiro ao alvo.

## Características

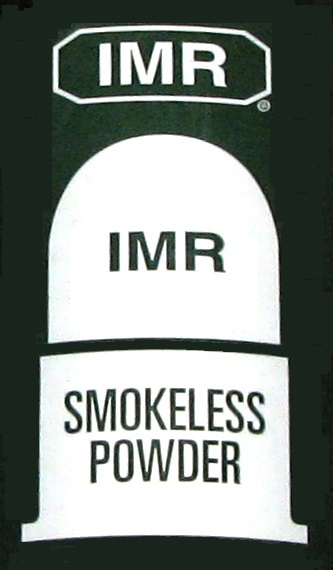

Esses propelentes foram originalmente, modificações da DuPont dos propelentes de artilharia dos Estados Unidos. A DuPont miniaturizou os grandes grãos de artilharia para formar propelentes de rifle militar adequados para uso em armas pequenas. Eles foram aprimorados durante a primeira guerra mundial para serem mais eficientes em cartuchos militares sem aro, substituindo os cartuchos de rifle com aro anteriores. Números de quatro dígitos identificaram propelentes experimentais, e algumas variedades bem-sucedidas garantiram ampla produção por vários fabricantes. Alguns foram usados quase exclusivamente para contratos militares ou produção comercial de munição, mas alguns foram distribuídos para uso civil na recarga manual.
Os propelentes Improved Military Rifle são revestidos com dinitrotolueno (DNT) para diminuir a queima inicial e grafite para minimizar a eletricidade estática durante a mistura e o carregamento. Eles contêm 0,6% de difenilamina como estabilizador e 1% de sulfato de potássio para reduzir a chama na "boca" do cano.

## Números de especificação
| Número     | Introdução | Descontinuado | Tamanho do grão    | Imagem | Notas |
| ---------- | ---------- | ------------- | ------------------ | ------ | --- |
| 15         | 1914       | ~1917         | padrão             |        | projetado para o .276 Enfield; substituído pelo 1015 |
| 16         | 1916       | ~1927         | padrão             |        | identificado como NCZ quando usado para carregar munição de metralhadora britânica; a produção para vendas civis continuou após a Primeira Guerra Mundial |
| 17         | 1915       | 1925          | padrão             |        | usado para carregar vários cartuchos de rifle de serviço europeu e distribuído como excedente militar após a Primeira Guerra Mundial |
| 17 1/2     | 1923       | 1933          | padrão             |        | adicionou estanho à especificação 16 para reduzir a incrustação de balas com camisa de cuproníquel; substituída pela IMR 3031 |
| 18         | 1915       | 1930          | curto              |        | [ 11 ] |
| 1015       | 1919       | 1934          | padrão             |        | rotulado como 15 1/2; adicionado estanho à especificação 15 para reduzir a incrustação de balas com camisa de cuproníquel; substituída pela IMR 4064. |
| 1147       | 1923       | 1935          | curto              |        | para cartuchos militares como o .30-06 Springfield e o 7,92×57mm Mauser; substituído pelo 4320 |
| 1185       | 1926       | 1938          | padrão             |        | usado para carregar a bala de 173 grão (11,2 g) do .30-06 Springfield M1; vendido como excedente militar pelo DCM |
| 1204       | 1925       | 1935          | fino e curto       |        | substituído pelo 4227 |
| 3031       | 1934       |               | padrão             |        | substituiu o 17 1/2; para cargas de médio alcance e cartuchos esportivos e militares médios como o .257 Roberts, o .30-30 e o .348 Winchester |
| 4007 SSC   | 2009       |               | super curto        |        | essa pólvora, introduzida em 2009 de queima intermediária entre a IMR 4064 e a IMR 4350, está com as vendas suspensas devido a um "recall" de todos os lotes produzidos anunciado em 21 de outubro de 2019. |
| 4064       | 1935       |               | padrão             |        | substituiu o 1015; para cartuchos "magnum" como o .250-3000 Savage, o .35 Whelen e o .375 H&H Magnum |
| 4166       | 2016       |               | Enduron            |        | A linha "Enduron" mantém características e comportamento mesmo sob maiores variações de temperatura; inclui um agente para soltar resíduos de cobre dos canos; grãos em forma de bastão de alta densidade; componentes químicos menos agressivos. A IMR 4166 é uma pólvora de queima rápida, comparável à antiga "Varget". |
| 4198       | 1935       |               | fino               |        | destinado a cargas de curto alcance e cartuchos de média capacidade como o .300 Savage, o .32 Remington, e o .32 Winchester Special |
| 4227       | 1935       |               | fino e curto       |        | replaced 1204; for small capacity cartridges like the .22 Hornet, .25-20, and .32-20 |
| 4320       | 1935       |               | curto              |        | substituiu o 1147 para cartuchos esportivos e militares de grande capacidade, como o .220 Swift, o .270 Winchester e o .30-06 Springfield |
| 4350       | 1940       |               | padrão             |        | [ 6 ] |
| 4451       | 2016       |               | Enduron            |        | A linha "Enduron" mantém características e comportamento mesmo sob maiores variações de temperatura; inclui um agente para soltar resíduos de cobre dos canos; grãos em forma de bastão de alta densidade; componentes químicos menos agressivos. A IMR 4451 é uma pólvora de queima intermediária, funciona melhor nos calibres ".30-06", ".270 Win" ou ".300 WSM" e semelhantes.                                                          |
| 4475       | 1936       |               |                    |        | usado para carregar os cartuchos militares 7.62×51mm NATO e 5.56×45mm NATO durante a Guerra Fria |
| 4814       |            |               |                    |        | usado para carregar cartuchos da metralhadora .50 BMG |
| 4831       | 1973       |               | padrão             |        | usado para carregar os cartuchos do canhão Oerlikon 20 mm durante a .30-06 Springfield; o propelente recuperado tornou-se disponível para civis por volta de 1949; contém 1,1% de difenilamina (0,5% a mais do que outros propelentes IMR) |
| 4895       | 1962       |               | encurtado          |        | usado para carregar a bala de 152 grão (9,85 g) do .30-06 Springfield M2 durante a Segunda Guerra Mundial; vendido como excedente militar depois da Guerra. |
| 4955       | 2016       |               | Enduron            |        | A linha "Enduron" mantém características e comportamento mesmo sob maiores variações de temperatura; inclui um agente para soltar resíduos de cobre dos canos; grãos em forma de bastão de alta densidade; componentes químicos menos agressivos. A IMR 4955 é uma pólvora de queima intermediária, que se comporta entre a "IMR 4451" e a "IMR 7977".                                                                                      |
| 7828 SSC   | 2009       |               | super curto        |        | essa pólvora de queima lenta é anunciada como sendo 35% mais curta e 4% mais densa que as concorrentes. |
| 7977       | 2016       |               | Enduron            |        | A linha "Enduron" mantém características e comportamento mesmo sob maiores variações de temperatura; inclui um agente para soltar resíduos de cobre dos canos; grãos em forma de bastão de alta densidade; componentes químicos menos agressivos. A IMR 7977 é uma pólvora voltada para cartuchos magnum, que se comporta melhor em calibres como ".300 Win Mag", "7 mm Rem Mag" ou ".338 Lapua Magnum" e semelhantes.                      |
| 8133       | 2016       |               | Enduron            |        | A linha "Enduron" mantém características e comportamento mesmo sob maiores variações de temperatura; inclui um agente para soltar resíduos de cobre dos canos; grãos em forma de bastão de alta densidade; componentes químicos menos agressivos. A IMR 8133 é a pólvora de queima mais lenta da linha "Enduron" sendo mais efetiva para estojos de grande volume como "300 RUM", "6,5 mm-300 Weatherby Mag" ou ".28 Nosler" e semelhantes. |
| 8208 XBR   | 2009       |               | curto              |        | essa fórmula de grãos curtos e que resiste bem a variações de temperatura, foi projetada tendo como meta uma performance equivalente a da "T32" da década de 1960, mas superou em muito as expectativas; ela é mais voltada para o tiro ao alvo de curto alcance na modalidade "benchrest", e é melhor aproveitada pelos calibres: "223 Rem", "308 Win", "6mm PPC", "204 Ruger", "6mm BR", "22-250 Remington" e similares.                  |
| BLUE       | 2017       |               |                    |        | nova formulação mais ambientalmente amigável de "queima limpa", eliminando vários componentes químicos indesejáveis. |
| GREEN      | 2017       |               |                    |        | nova formulação mais ambientalmente amigável de "queima limpa", eliminando vários componentes químicos indesejáveis. |
| RED        | 2017       |               |                    |        | nova formulação mais ambientalmente amigável de "queima limpa", eliminando vários componentes químicos indesejáveis. |
| TARGET     | 2017       |               |                    |        | nova formulação mais ambientalmente amigável de "queima limpa", eliminando vários componentes químicos indesejáveis. |
| Trail Boss | 2005       |               | volumoso           |        | usado em modelos de cartucho mais antigos, originalmente projetados para pólvora negra como é mais volumosa, a "Trail Boss" reduz o risco de sobrecarga na recarga manual. O aumento de volume deve-se ao formato toroidal dos grãos. O especialista Mike Venturino associou o formato dos seus grãos aos populares donuts. |
| Unequal    | 2017       |               |                    |        | nova formulação mais ambientalmente amigável de "queima limpa", eliminando vários componentes químicos indesejáveis. |
| White Hots | 2009       |               | pellets de pólvora |        | usado em rifles por antecarga, oferece menos recuo, menor massa e melhor performance que os concorrentes quando todos usam dois pellets de carga. |

IMR® é, ainda hoje, uma marca registrada da IMR Powder Company que foi adquirida pela Hodgdon Powder Company em 2003 e esta última passou a comercializar pólvoras com esse nome, mais especificamente usando a marca: "IMR Legendary Powders".